# Electra (filha de Oceano)

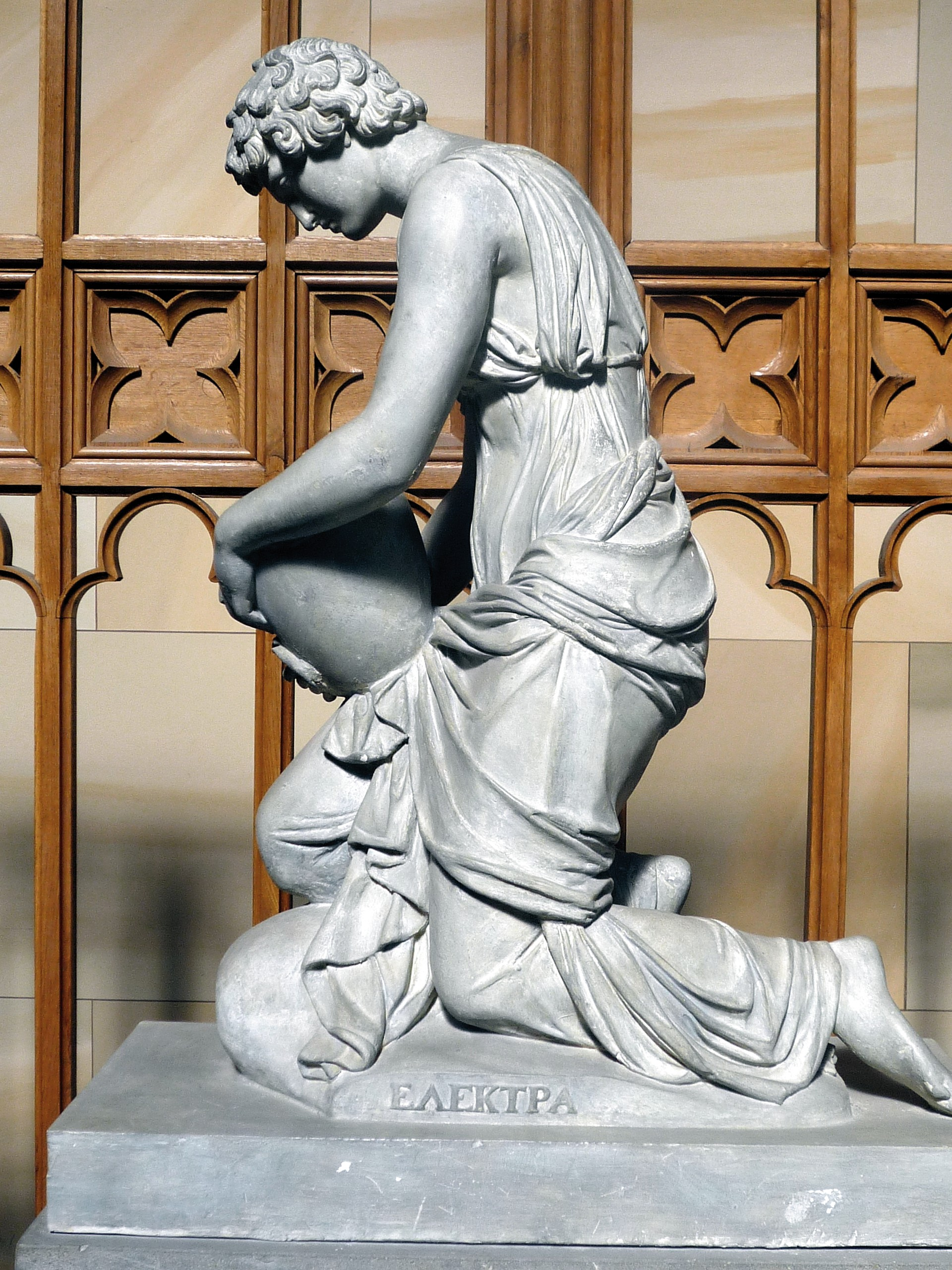

Electra, na mitologia grega, é uma oceânide mencionada na Teogonia de Hesíodo como esposa de Taumante, filho de  Ponto e  Gaia .
Eles eram os pais de Íris, que Zeus usava para trocar mensagens com a terrível deusa Styx, e as harpias Aelo (a borrasca) e Ocípite (a rápida no voo).
A mitologia grega apresenta várias versões da história de Electra. Ela aparece como protagonista da peça de mesmo título, produzida por Sófocles, e em uma narrativa alternativa de Eurípedes, além de ser motivo de uma imitação burlesca do dramaturgo Ésquilo. Basicamente, porém, ela é filha do rei Agamemnon e da rainha Clitemnestra.
Ansiosa por vingar a morte do pai, morto pela esposa e seu amante Egisto, a furiosa Electra leva seu irmão Orestes a matar a própria mãe. Pouco antes de deixar o corpo, a rainha confessa que sempre amou a filha, mas não podia assumir seus sentimentos, pois tinha que protegê-la das intenções assassinas do amante.
A filha não se deixa convencer e a mata cruelmente. Futuramente ela desposará o melhor amigo de seu irmão, Pílades, filho mais velho do soberano Estrófio. Esta é, resumidamente, a visão mais conhecida da história de Electra, que foi importada por Jung para a esfera da psicanálise, passando a descrever, na expressão complexo de Electra, o desejo que a filha nutre pelo próprio pai. Embora Sigmund Freud prefira ainda o termo complexo de Édipo não só para os garotos, mas também para as garotas.
Eurípedes vê Electra como um símbolo do século V a.C, que anuncia a libertação da mentalidade grega dos vínculos com os mitos e as divindades, transportando a intervenção no mundo e a capacidade de compreendê-lo para as mãos da nascente filosofia. Neste sentido, o autor é profundamente inspirado pelas especulações filosóficas dos pré-socráticos, particularmente dos sofistas.
Assim, na narrativa euripidiana, o Ar ocupa a antiga posição de Zeus, o Éter substitui Apolo, e a Razão domina o espaço anterior de Hera. Electra representa este momento em que o Homem começa a ser movido não mais pelo poder dos deuses, mas pelas emoções que dominam o coração. E é justamente deste âmbito que partem as motivações da filha de Agamemnon, a fúria e o desejo de revanche.
Nesta versão a rainha se une a Egisto, sobrinho de seu marido, porque não suporta a ideia de perder a filha Ifigênia, sacrificada a Ártemis por conta de uma atitude desrespeitosa do rei, que se gabara de caçar uma corça reservada para a deusa da caça e da lua. Desesperada, ela trai Agamemnon e, cúmplice do amante, o mata, após seu retorno da Guerra de Troia.
Electra é preservada pela mãe, mas, depois de salvar o irmão, Orestes, deixando-o nas mãos de um antigo mestre, bem distante de Micenas, é tratada no castelo como uma mera escrava. Amargurada pela morte do pai, ela espera o dia da vingança, que chega quando o filho do rei volta para a cidade natal.
Tomada pela fúria, a princesa conduz o irmão até o palácio, onde ele consuma a vendeta, assassinando a mãe e o amante. Logo depois, Orestes é dominado pelas erínias, entidades responsáveis pela punição dos homens. Mas Electra não o abandona e permanece junto a ele até sua absolvição pelo Areópago de Atenas. O rapaz vai então para Táurida, com Pílades, à procura de uma imagem esculpida de Ártemis.
Para surpresa geral, Ifigênia é encontrada viva. Todos partem, assim, para Micenas. O desfecho da peça mostra os casamentos de Orestes e Hermíone, e de Electra com Pílades, o amigo do irmão.